# Realtek
 (кин: 瑞昱半導體股份有限公司) је предузеће које производи полупроводнике из Републике Кине. Основано је у октобру 1987, а од 1998. налази се на берзи Републике Кине. Тренутно производи и продаје разне микрочипове. Од 2019. Realtek запошљава 5.000 људи, од којих 78% ради у истраживању и развоју.